# Victor zu Erbach-Schönberg
Victor Sergej Heinrich Bruno Karl Prinz zu Erbach-Schönberg, in der Literatur auch Viktor und Sergius (* 26. September 1880 in König; † 27. April 1967 in München) war ein deutscher Diplomat und Abgeordneter aus dem Hause Erbach.

## Leben

### Familie
Victor zu Erbach-Schönberg war der Sohn von Gustav Ernst zu Erbach-Schönberg und dessen Ehefrau Prinzessin Marie Karoline von Battenberg. Victor zu Erbach-Schönberg, der evangelischer Konfession war, heiratete am 9. November 1909 in Somogyvár (vermutlich im Schloss Széchenyi) Elisabeth geborene Gräfin Széchényi zu Sárvár-Felsővidék (* 6. Februar 1888; † 7. Januar 1977 in München), die Tochter des Grafen Emmerich Széchényi zu Sárvár-Felsővidék (1858–1905) und dessen Ehefrau Maria.

### Werdegang
Victor zu Erbach-Schönberg leistete zunächst 1901 bis 1909 Militärdienst im preußischen Heer und wurde dann Diplomat. Er war von 1914 bis 1921 an der Botschaft in Wien eingesetzt und stand seit 1915 im diplomatischen Dienst. 1917 wurde er Legationssekretär. Von 1921 bis 1923 war er kommissarischer Gesandtschaftsrat an der Gesandtschaft Kristiania. 1923 bis 1926 wirkte er als Gesandtschaftsrat an der Botschaft in Madrid und 1926 bis 1931 als Gesandtschaftsrat an der Gesandtschaft Stockholm. 1931 bis 1936 war er als Botschaftsrat wieder in Wien eingesetzt. Danach löste er 1936  Ernst Eisenlohr in Athen ab und übernahm bis April 1941 die Geschäfte als Gesandter an der Deutschen Botschaft Athen. Mit der deutschen Besetzung eines Teils Griechenlands setzte Adolf Hitler mit Führererlass vom 28. April 1941 einen "Bevollmächtigten des Reiches" am Dienstsitz in Athen ein. Dieses Amt übernahm Günther Altenburg. Daraufhin kehrte Erbach-Schöneberg nach Deutschland zurück.

## Politik
Von 1911 bis 1917 vertrat er seinen Bruder Alexander zu Erbach-Schönberg in der Ersten Kammer der Landstände des Großherzogtums Hessen. Die Vertretung endete am 3. September 1917. Mit der Novemberrevolution 1918 wurden die Standesvorrechte des Adels abgeschafft.